# Pentaphragma acuminatum
Pentaphragma acuminatum är en tvåhjärtbladig växtart som beskrevs av Airy Shaw. Pentaphragma acuminatum ingår i släktet Pentaphragma och familjen Pentaphragmataceae. Inga underarter finns listade i Catalogue of Life.